# Едвардсвил (Пенсилванија)
Едвардсвил (енгл. Edwardsville) град је у америчкој савезној држави Пенсилванија.

## Демографија
По попису из 2010. године број становника је 4.816, што је 168 (-3,4%) становника мање него 2000. године.
| Група             | 2000.         | 2010.         |
| Белци             | 4.724 (94,8%) | 4.172 (86,6%) |
| Афроамериканци    | 128 (2,6%)    | 252 (5,2%)    |
| Азијати           | 15 (0,3%)     | 39 (0,8%)     |
| Хиспаноамериканци | 59 (1,2%)     | 262 (5,4%)    |
| Укупно            | 4.984         | 4.816         |